# Barbar Conan
Barbar Conan (anglicky Conan the Barbarian) je fiktivní postava, kterou vytvořil ve svých fantasy povídkách americký spisovatel Robert E. Howard. Po Howardově smrti řada autorů Conanovy příběhy rozvíjela (např. Lyon Sprague de Camp). V roce 1982 byl natočen i stejnojmenný film s Arnoldem Schwarzeneggerem v hlavní roli. V roce 2011 byla natočeno nové zpracování ve 3D, ve kterém hlavní roli ztvárnil Jason Momoa.
Knihy o Barbaru Conanovi začal překládat do češtiny Jan Kantůrek, po něm následoval např. Stanislav Plášil. Nejdříve pod hlavičkou nakladatelství Mustang, později pod svým vlastním nakladatelstvím Viking.

## Howardovy povídky a román o Conanovi
Povídky:
- Věž slona
- Bůh v míse
- Darebáci v domě
- Dcera pána mrazu
- Královna černého pobřeží
- Údolí ztracených žen
- Černý kolos
- … a zrodí se čarodějka
- Zamboulské stíny
- Ďábel v železo vtělený
- Lidé černého kruhu
- Plíživý stín
- Jezírko toho černého
- Rudé hřeby
- Gwahlurův poklad
- Za černou řekou
- Meč s fénixem
- Šarlatová citadela
- Bubny Tombalku
- Síň mrtvých
- Nergalova paže
- Rypák v temnotách

Román:
- Hodina draka

## Sprague de Camp
Počínaje rokem 1955 oživil postavu Conana americký spisovatel Lyon Sprague de Camp společně s Linem Carterem a Björnem Nybergem. Cyklus obohatili o šest románů a o více než dvacet povídek.

### Sbírky povídek
- Tales of Conan (1955), sbírka obsahuje de Campem dokončené Howardovy povídky The Blood-Stained God (Krví zbrocený bůh), Hawks over Shem (Jestřábi nad Shemem), The Road of the Eagles (Cesta orlů) a The Flame Knife (Plamenný nůž).
- Conan the Adventurer (1966), sbírka obsahuje kromě tří původních Howardových povídek i jednu de Campem dokončenou: Drums of Tombalku (Bubny Tombalku).
- Conan (1967), sbírka obsahuje osm povídek, z toho dvě napsané společně de Campem a Linem Carterem: The Thing in the Crypt (Věc v kryptě) a The City of Skulls (Město lebek) a jednu de Campem dokončenou The Hall of the Dead (Síň mrtvých).
- Conan the Usurper (1967), sbírka obsahuje kromě dvou původních Howardových povídek i dvě de Campem dokončené: The Treasure of Tranicos (Tranicův poklad) a Wolves Beyond the Border (Vlci za hranicí).
- Conan the Wanderer (1968), sbírka obsahuje čtyři povídky, z toho jednu novou napsanou společně s Linem Carterem: Black Tears (Černé slzy).
- Conan the Freebooter (1968), sbírka povídek, obsahuje reedice.
- Conan of Cimmeria (1969, Conan z Cimmerie), sbírka obsahuje osm povídek, z toho tři nově vzniklé ve spolupráci s Linem Carterem: The Curse of Monolith (Kletba monolitu), The Lair of the Ice Worm (Doupě ledového červa), The Castle of Terror (Zámek hrůzy) a jednu de Campem dokončenou The Snout in the Dark (Rypák v temnotách).
- Conan of Aquilonia (1977, Conan z Aquilonie), sbírka obsahuje čtyři povídky napsané společně s Linem Carterem The Witch of the Mists (Mlžná čarodějka), Black Sphinx of Nebthu (Černá sfinga z Nebthu), Red Moon of Zembabwei (Rudý měsíc Zembabwei) a Shadows in the Skull (stíny v lebce).
- Conan the Swordsman (1978), sbírka obsahuje povídky The People of the Summit (Lidé z vrcholku) a The Star of Khorala (Khoralská hvězda) napsané společně s Björnem Nybergem a Legions of the Dead (Legie mrtvých), Shadows in the Dark (Stíny v temnotách), The Gem in the Tower (Drahokam ve věži), The Ivory Goddess (Bohyně ze slonoviny) a Moon of Blood (Krvavý měsíc) napsané společně s Linem Carterem
- The Conan Chronicles (1989), kniha tři dříve vydané povídkové sbírky Conan, Conan of Cimmeria a Conan the Freebooter.
- The Conan Chronicles 2 (1990), kniha obsahuje dvě dříve vydání povídkové sbírky Conan the Adventurer a Conan the Wanderer a román Conan the Buccaneer.
- Sagas of Conan (2004), kniha obsahuje sbírku povídek Conan the Swordsman a romány Conan the Liberator' a Conan and the Spider God.

### Romány
- The Return of Conan (1957, Conanův návrat), román napsaný společně s Björnem Nybergem.
- Conan of the Isles (1968, Conan z ostrovů), román napsaný společně s Linem Carterem.
- Conan the Buccaneer (1971, Conan bukanýr), román napsaný společně s Linem Carterem.
- Conan the Liberator (1979, Conan osvoboditel), román napsaný společně s Linem Carterem.
- Conan and the Spider God (1980, Conan a Pavoučí bůh), samostatně napsaný román
- Conan the Barbarian (1982, Barbar Conan), společně s Linem Carterem, románový přepis filmu Barbar Conan.

### Česká vydání
- Conan, SFK Winston, Praha 1989, přeložil Jan Kantůrek, obsahuje autorovy nebo autorem dokončené povídky Legie mrtvých, Věc v kryptě, Síň mrtvých, Lidé z vrcholku, Město lebek, Kletba monolitu, Krví zbrocený bůh a Doupě ledového červa.
- Conan a Pavoučí bůh, Klub Julese Vernea, Praha 1992, přeložil Jan Kantůrek.
- Conan mstitel, Klub Julese Vernea, Praha 1993, přeložil Jan Kantůrek.
- Conan: Muž s mečem, Klub Julese Vernea, Praha 1994, přeložil Jan Kantůrek. obsahuje autorovy povídky Legie mrtvých, Lidé z vrcholku, Stíny v temnotách, Khoralská hvězda, Drahokam ve věži, Bohyně ze slonoviny a Krvavý měsíc.
- Conan: Vlci za hranicí, Klub Julese Vernea, Praha 1995, přeložil Jan Kantůrek, obsahuje autorovy povídky Město lebek, Tranicův poklad a Vlci za hranicí.
- Conan bukanýr, Mustang, Plzeň 1995, přeložil Stanislav Plášil.
- Conan z Aquilonie, United Fans a Klub Julese Vernea, Praha 1996, přeložil Jan Kantůrek, obsahuje autorovy povídky Mlžná čarodějka. Černá sfinga z Nebthu, Rudý měsíc Zembabwei a Stíny v lebce
- Conan osvoboditel, United Fans a Klub Julese Vernea, Praha 1996, přeložil Jan Kantůrek.
- Conan a kletba monolitu, United Fans, Praha 2004, přeložil Jan Kantůrek, obsahuje autorovy povídky Věc v kryptě, Síň mrtvých, Kletba monolitu. Krví zbrocený bůh, Doupě ledového červa, Zámek hrůzy a Rypák v temnotách.
- Conan z ostrovů, Deus, Praha 2004, přeložil Jiří Bartoň.
- Conan a plamenný nůž, Klub Julese Vernea, Praha 2008, přeložil Jan Kantůrek, obsahuje autorovy povídky Jestřábi nad Shemem, Cesta orlů, Černé slzy, Plamenný nůž, Bubny Tombalku.

## Přejaté příběhy o Conanovi (výběrově)
- Conan a Tarantijský tygr (Leonard Medek)
- Conan a krokodýlí bůh (Christopher Blanc)
- Conan a tajemství mořských ďáblů (Paul O. Courtier)
- Conan a dvanáct bran pekla (Thorleiff Larssen)
- Conan gladiátor (Leonard Carpenter)